# Rhône (bateau à vapeur)
Pour les articles homonymes, voir Rhône (homonymie).
Le Rhône III est un bateau de la Compagnie générale de navigation sur le lac Léman. C'est un bateau à vapeur et à roues à aubes, classé monument historique.

## Historique
Le Rhône a été construit en 1927 par Sulzer Frères à Winterthour (Suisse) pour la CGN. Il a été commandé pour remplacer le Bonivard (1868-1925) qui a péri lors d’un incendie au chantier naval en 1925. C'est le dernier bateau salon à vapeur construit pour la CGN par Sulzer et le dernier de la série des 12 bateaux dessinés par Gunnar Hammershaimb. Il fut mis en service le 29 mars 1927. Sa machine est novatrice de par son système automatique de lubrification. C'est le troisième du nom sur le Léman.
Le Rhône effectue quelques courses pour la Fête des vignerons de 1927, mais il ne sera effectivement mis en service qu'en 1928, après le réglage de sa machine.
Le 3 mai 1928, il entre en collision avec le Genève près de Pully. L'ancre de bâbord du Genève s'accroche aux cordages sous le beaupré du Rhône, le beaupré se brise avec la figure de proue : la chute du mât provoque la mort d'une passagère.
Il est mis hors service entre 1940 et 1945, dans le contexte de la Seconde Guerre mondiale. Rénovations : remplacement de tubes de la chaudière et rafraîchissement du salon en 1949-1950, remplacement des brûleurs et révision de la machine en 1960 (passage au mazout).
Le mauvais état des chaudières pousse la compagnie à mettre le Rhône hors service en 1967, mais il est décidé de conserver la propulsion à la vapeur. Il est rénové en 1968 et reçoit de nouvelles chaudières en provenance de Siller & Jammart (Wuppertal, Allemagne). On profite de ces transformations pour revoir l'installation électrique et restructurer les superstructures. Le fumoir est supprimé.
Puis il subit un entretien général en 1995-1996. À cette occasion ses décorations de proue et de poupe sont restaurées grâce à l'Association Patrimoine du Léman et sa cheminée est remplacée. Deux nouveaux générateurs sont installés en 1999.
En 2002 le Rhône est immobilisé à la suite d'une avarie de machine. Sa machine est alors entièrement révisée.
En 2011, il est classé monument historique par le canton de Vaud. Il est également inscrit, tout comme le Savoie, La Suisse et le Simplon comme bien culturel suisse d'importance nationale. En 2017, il est mis hors-service. Sa rénovation débute en avril 2019[réf. nécessaire].
Il est remis en service fin février 2022.

## Galerie

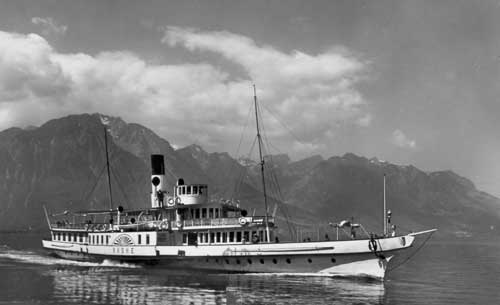
Le Rhône en 1927.
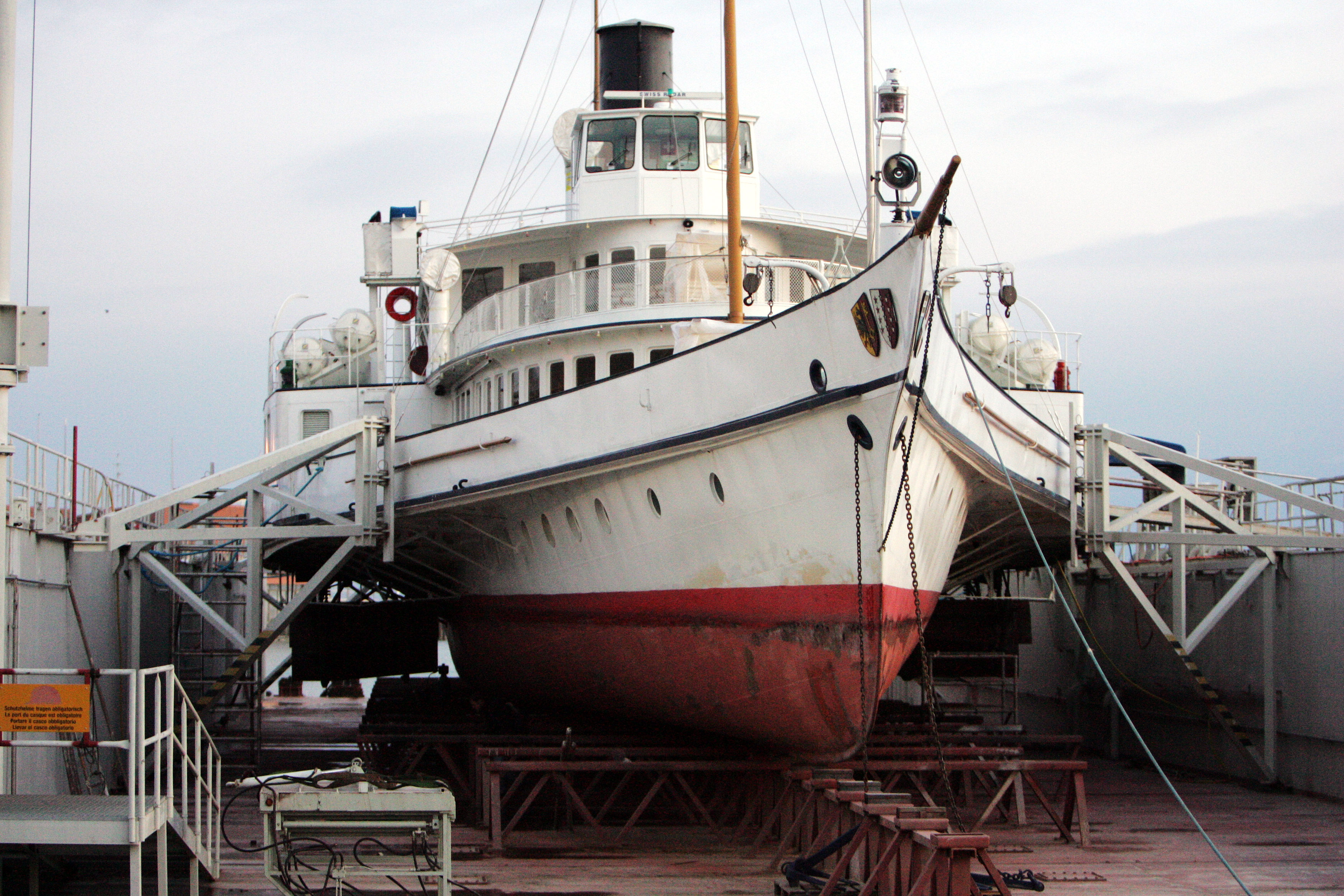
Révision dans un dock flottant à Ouchy, décembre 2007.
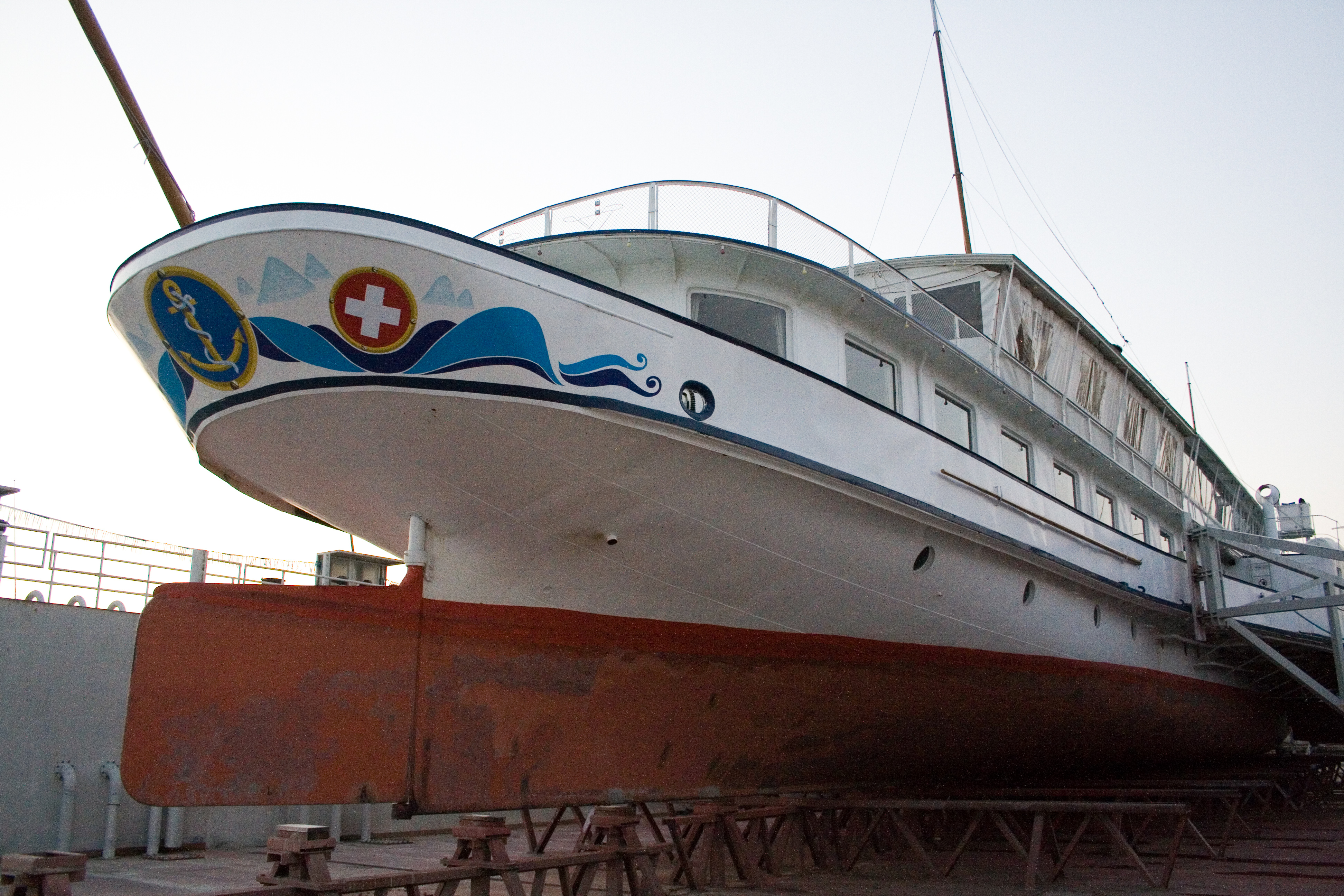
La poupe du Rhône, 2007.
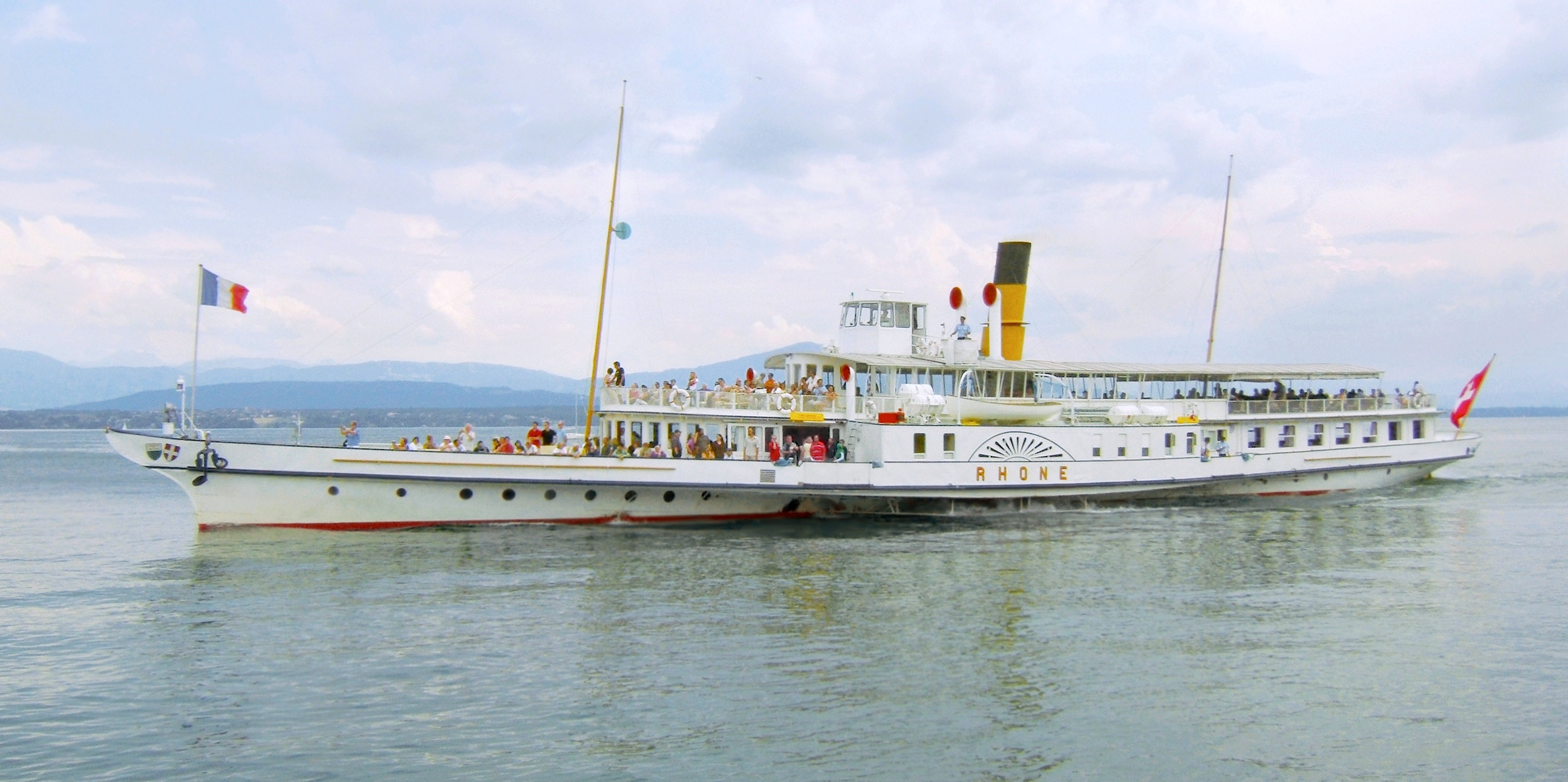
Le Rhône à Nyon en 2011.
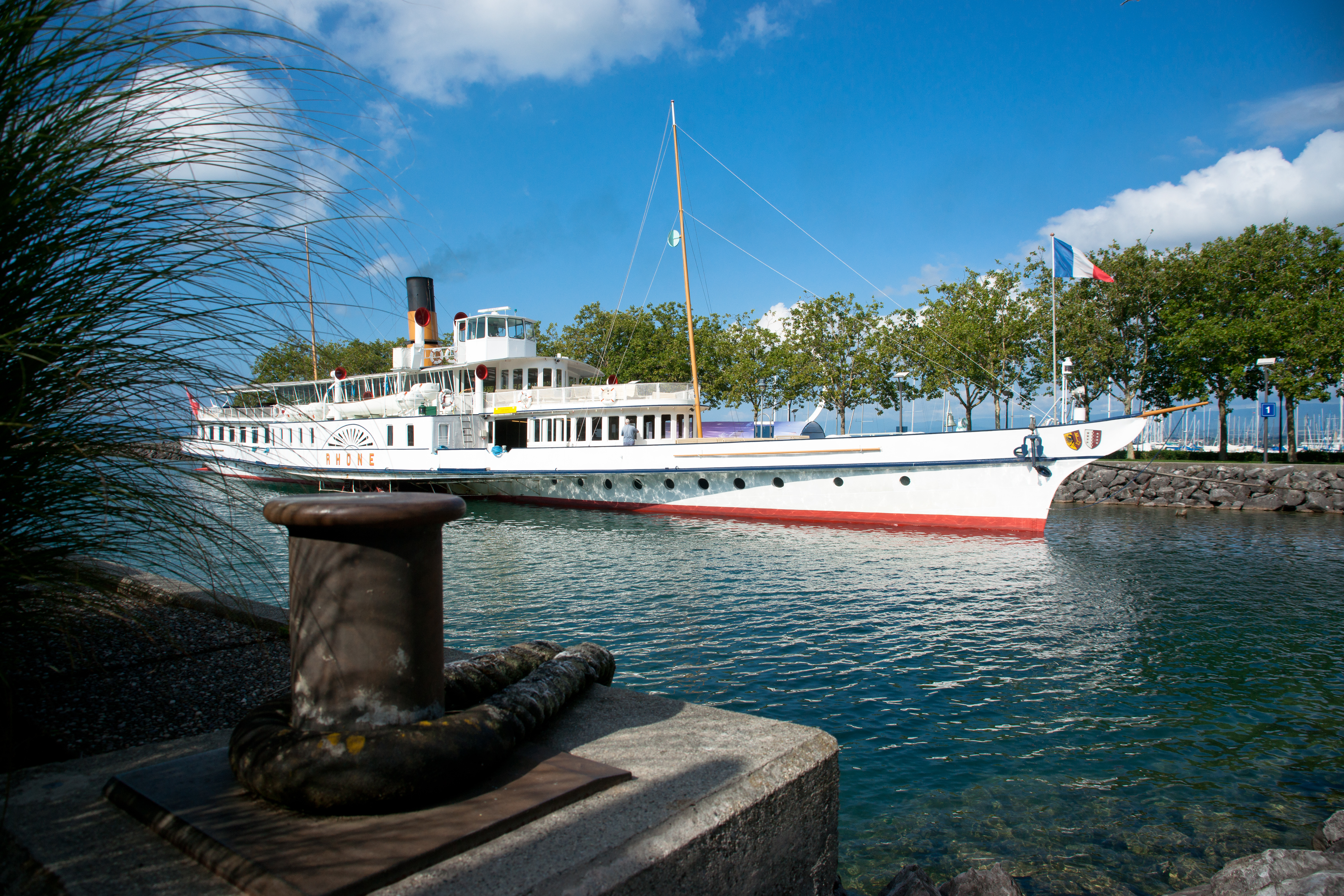
Dans le port d'Ouchy en juillet 2011.